# Villa Bethula
De Villa Bethula was een landhuis ten westen van het dorp Linne in de Nederlandse provincie Limburg.

## Geschiedenis
De villa stond op een natuurlijke verhoging aan de rand van de Linnerweerd, tussen de Ossenbergweg en de Vlootbeek. Hij werd omstreeks 1890 gebouwd voor Rosa Janssens-Magnée, weduwe van de burgemeester van Linne, George Janssens, en haar dochter Clothilde Janssens. Na de dood van haar moeder in 1914 bleef Clothilde in de vila wonen tot haar overlijden op 11 september 1938. Van 1942 tot 1944 werd de villa op last van de gemeente Linne beschikbaar gesteld ‘voor huisvesting van gezinnen die geen onderdak hadden’.
Tijdens de bevrijding op 24 januari 1945 raakte de villa zodanig zwaar beschadigd dat deze onbewoonbaar werd. Omstreeks de jaren '70 besloot de eigenaar de villa wegens instortingsgevaar te slopen. Enkele resten zijn nog steeds aanwezig. Ten noordoosten van de villa, aan de Weerderweg, staan nog de resten van een klein bijgebouw dat in de volksmond de paardenstal genoemd wordt. Verder is de begroeiing van het park rondom de villa grotendeels bewaard gebleven.

## Afbeeldingen

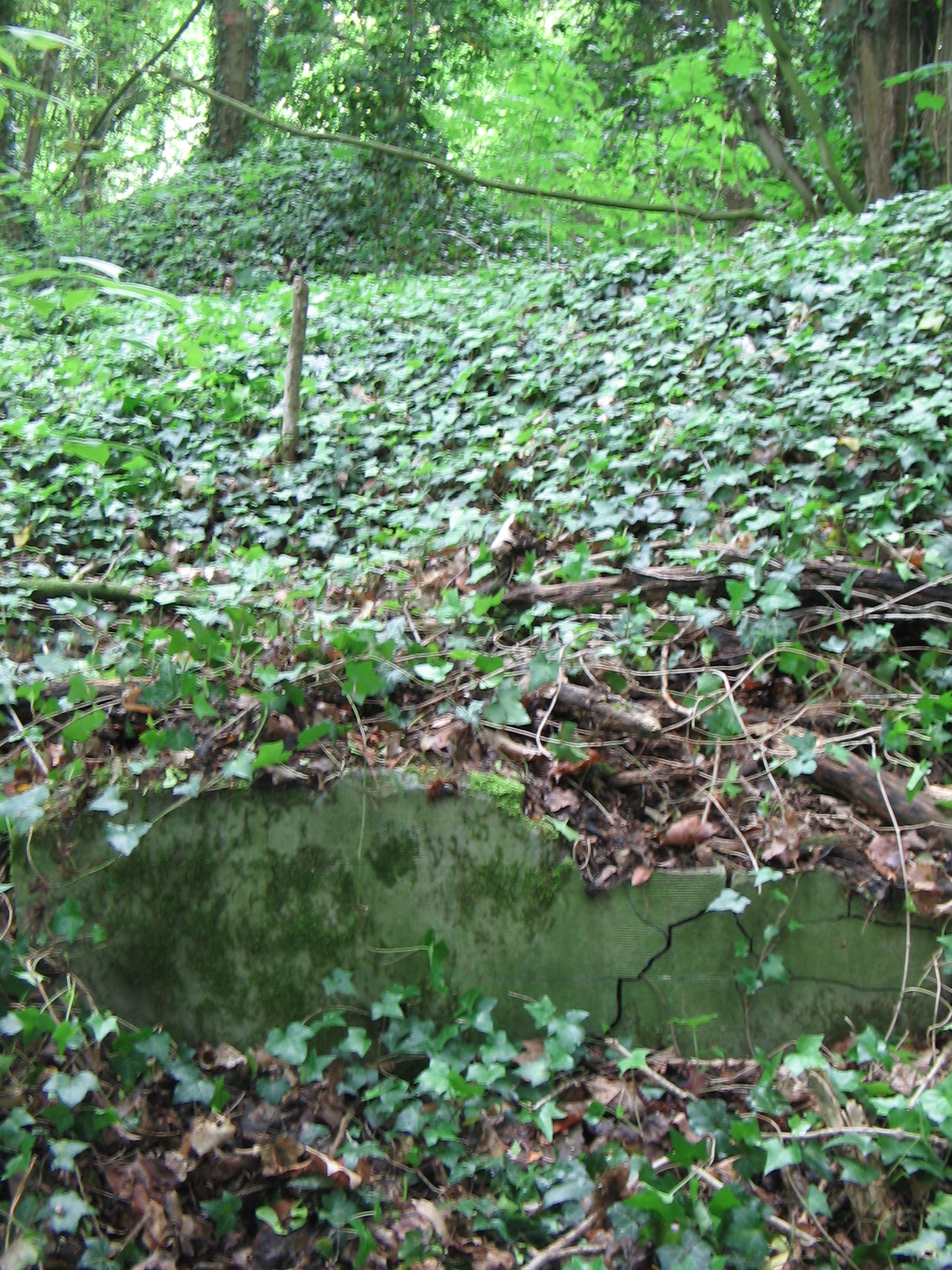
Restant; 2020
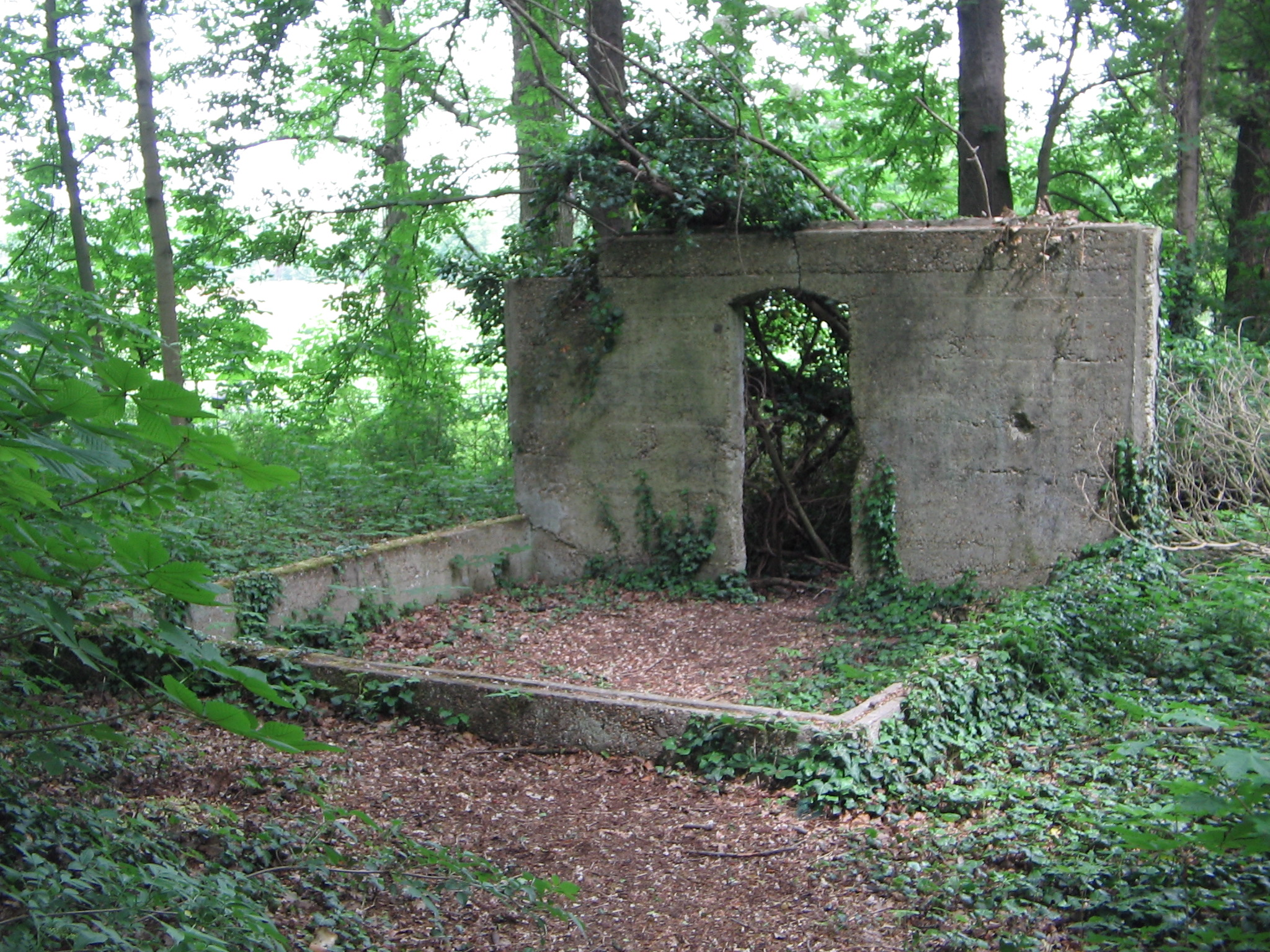
Restant; 2020